# Saigon Kick (album)
Saigon Kick è il primo album in studio del gruppo musicale statunitense Saigon Kick, pubblicato nel febbraio 1991 dalla Atlantic Records.

## Tracce
Testi e musiche di Jason Bieler, eccetto dove indicato.
1. New World – 5:42 (Bieler, Kramer)
2. What You Say – 3:49 (Bieler, Kramer)
3. What Do You Do – 2:40 (Bieler, Kramer)
4. Suzy – 3:40
5. Colors – 3:43
6. Coming Home – 4:16 (Bieler, Kramer)
7. Love of God – 4:00 (Bieler, Kramer)
8. Down by the Ocean – 2:35 (Bieler, Kramer)
9. Acid Rain – 1:38
10. My Life – 4:45
11. Month of Sundays – 2:26 (Bieler, Kramer)
12. Ugly – 2:36
13. Come Take Me Now – 4:37 (Bieler, Kramer)
14. I.C.U – 3:49 (Bieler, Kramer)

## Formazione
- Matt Kramer – voce
- Jason Bieler – chitarra
- Tom DeFile – basso
- Phil Varone – batteria

Altri musicisti
- Jeff Scott Soto – cori